# هادی کاشف‌الغطاء
هادی بن عباس بن علی بن جعفر صاحب کاشف‌الغطاء مشهور به هادی آل کاشف‌الغطاء فقیه شیعه در سال ۱۲۸۹ ه‍.ق در نجف متولد شد. نزد شیخ‌الشریعه، شیخ یزدی و آخوند خراسانی شاگردی کرد. برخی از آثارش عبارتند از: شرح شرائع الاسلام، مستدرک نهج‌البلاغه، المقبولة الحسینیه، شرح تبصرة العلامة الحلی. وی در سال ۱۳۶۱ ه‍.ق درگذشت.